# Escut de Foradada
L'escut oficial de Foradada té el següent blasonament:
Escut caironat: de porpra, un mont d'or movent de la punta perforat d'un quadrat i sobremuntat d'una creu grega patent de sable. Per timbre, una corona mural de poble.

## Història
Va ser aprovat el 8 de novembre del 2000 i publicat al DOGC el 23 de novembre del mateix any amb el número 3272.
La roca foradada (sota la qual es va construir el poble) és un senyal parlant, relatiu al nom de la localitat. La creu de sable representa santa Maria, la patrona de la població.